# André Chini
André Chini, född den 18 maj 1945 i Roumengoux, i departementet Ariège i regionen Occitanien, Frankrike, svensk tonsättare, oboist och dirigent (svensk medborgare sedan 1996).
Tillsammans med violinisten Lars Fresk startade han Kammarorkestern Euterpe 1977.

## Priser och utmärkelser
- 1992 – Mindre Christ Johnson-priset för Mururoa för violin och orkester
- 2002 – Stora Christ Johnson-priset för L'Indien för piano och orkester
- 2002 – Rosenbergpriset
- 2004 – Ledamot av Kungliga Musikaliska Akademien